# Ǵorǵi Hristov
Ǵorǵi Hristov (in macedone Ѓорѓи Христов?; Bitola, 30 gennaio 1976) è un ex calciatore macedone, di ruolo attaccante.

## Carriera
Durante la sua carriera gioca in Macedonia, Jugoslavia, Inghilterra, Paesi Bassi, Scozia, Ungheria, Israele, Cipro, Azerbaigian e Finlandia.